# Římskokatolická farnost Dolní Loučky
Římskokatolická farnost Dolní Loučky je územní společenství římských katolíků v tišnovském děkanství s farním kostelem sv. Martina.

## Území farnosti
- Boudy
- Dolní Loučky – farní kostel svatého Martina
- Horní Loučky – kaple Nanebevzetí Panny Marie
- Jilmoví – kaple svaté Anny
- Kaly – kaple svaté Maří Magdalény
- Řikonín – kaple svatého Jiljí
- Skryje – kaple svatého Cyrila a Metoděje (do farnosti patří od roku 2011)
- Střemchoví
- Újezd u Tišnova – filiální kostel svatého Jiljí

## Historie farnosti
Jádro farního kostela svatého Martina pochází z poloviny 13. století. Patrocinium tohoto světce obvykle dokládá starobylou tradici objektu a bývá charakteristické pro venkovské kostely stavěné zejména ve 12. století. První zmínka o faře pochází z roku 1381.
Kostel byl dokončen pravděpodobně v roce 1486 a vysvěcen spolu se hřbitovem olomouckým biskupem. V roce 1572 byl přestavěn ve slohu pozdní gotiky, avšak brzy poté vyhořel. Ve 2. polovině 17. století došlo k barokním úpravám. Přibližně v polovině 18. století byla k jižní stěně presbytáře přistavěna sakristie.

## Bohoslužby
| Kostel                 | Místo        | Bohoslužba (den)    | Hodina     | Poznámka     |
| ---------------------- | ------------ | ------------------- | ---------- | ------------ |
| kostel svatého Martina | Dolní Loučky | neděle středa pátek | 9.15 18.00 | farní kostel |

## Duchovní správci
Jména duchovních správců se dochovala od roku 1658. Do roku 1819 šlo o faráře z řádu cisterciáků. Farářem byl od 1. září 2007 R. D. Marián Kalina, který byl zároveň excurrendo administrátor ve farnosti Žďárec a Olší u Tišnova. Za jeho působení se uskutečnila generální oprava fary, úpravy okolí kostela a farní zahrady, výměna věžních hodin, generální oprava kostela v Újezdě a oprava střechy farního kostela. Od 1. srpna 2014 byl jako farář ustanoven R. D. Mgr. Pavel Křivý.

## Aktivity ve farnosti
Farnost pravidelně pořádá tříkrálovou sbírku. Při sbírce v roce 2016 se vybralo v Dolních Loučkách 32 500 korun, v Horních Loučkách 8 410 korun, v obci Kaly 6 754 korun, v Řikoníně 3 050 korun, ve Skryjích 2 220 korun a v Senticích 13 492 korun.O rok později se v Dolních a Horních Loučkách vybralo celkem 47 408 korun.
Každým rokem se koná společný farní den farností Dolní Loučky Olší u Tišnova na 4. neděli velikonoční (Neděle Dobrého Pastýře). Modlitba živého růžence je vždy 1. sobotu v měsíci po ranní mši svaté (mimo letní prázdniny). Biblická setkání na faře probíhají ve středu jednou na dva týdny (mimo letní prázdniny). Výuka náboženství na faře a ZŠ Dolní Loučky. Adorační den připadá na 25. září. V roce 2014 se konal první farní ples. Farnost rovněž vydává pravidelný farní zpravodaj, od roku 2015 vždy jednou měsíčně.
V roce 2015 byla v obci obnovena tradice masopustního průvodu. Iniciátorem byl farář Pavel Křivý, který předtím působil v Podivíně na Břeclavsku.